# Харченко, Вадим Витальевич
Вадим Витальевич Харченко (28 мая 1984) — киргизский футболист, полузащитник. Рекордсмен национальной сборной Кыргызстана по числу проведенных за неё матче (53 игры).

## Карьера

### Клубная
Воспитанник «Дордоя». В 18 лет дебютировал за основную команду. Через год перешёл в столичный «СКА-Шоро». За него Харченко играл на протяжении трех лет. В 2004 году футболист некоторое время выступал за казахстанскую команду Премьер-Лиги «Ордабасы».
В 2006 году Вадим Харченко вновь вернулся в «Дордой», за который играл более 10 лет. В 2014 году полузащитник некоторое время уходил из команды. Он находился в аренде в турецком клубе низшей лиги «Тавшанлы Линайтиспор». В 2016—2017 годах играл за «Алгу».

### В сборной
В составе олимпийской сборной Кыргызстана принимал участие в Азиатских играх 2006 года в Катаре.
С 2003 по 2015 годы Вадим Харченко выступал за национальную сборную Кыргызстана, был одним из лидеров команды. Всего провёл 53 матча (по состоянию на 2018 год — рекорд по числу матчей) и забил 3 гола.

## Достижения

### Клубные
- Чемпион Кыргызстана (7): 2006, 2007, 2008, 2009, 2011, 2012, 2014
- Обладатель Кубка Кыргызстана (5): 2003, 2006, 2008, 2010, 2012
- Победитель Кубка президента АФК (2): 2006, 2007
- Финалист Кубка президента АФК (3): 2008, 2009, 2010

### Личные
- Лучший футболист Кыргызстана: 2007
- Лучший футболист чемпионата Кыргызстана: 2013

## Голы за сборную Кыргызстана
| #  | Дата            | Место                   | Соперник | Голы | Результат | Соревнование      |
| -- | --------------- | ----------------------- | -------- | ---- | --------- | ----------------- |
| 1. | 19 августа 2007 | Амбекдар Стедиум, Дели  | Камбоджа | 4    | 4-3       | Кубок Неру        |
| 2. | 11 июня 2013    | А. Ле Кок Арена, Таллин | Эстония  | 1    | 1-1       | Товарищеский матч |
| 3. | 14 июня 2013    | Шериф, Тирасполь        | Молдавия | 1    | 1-2       | Товарищеский матч |